# Монтевидео (город, Миннесота)
Монтевидео (англ. Montevideo) — город в округе Чиппева, штат Миннесота, США. На площади 11,7 км² (11,6 км² — суша, 0,1 км² — вода), согласно переписи 2008 года, проживают 5346 человек. Плотность населения составляет 460 чел./км².
- Телефонный код города — 56265
- FIPS-код города — 320
- GNIS-идентификатор — 27-43720[1]